# Нова Монья (Селтинський район)
Нова Мо́нья (рос. Новая Монья) — присілок у складі Селтинського району Удмуртії, Росія.

## Населення
Населення — 427 осіб (2010; 457 в 2002).
Національний склад станом на 2002 рік:
- удмурти — 79 %

## Урбаноніми[3]
- вулиці — 70 років Жовтня, Молодіжна, Нова, Поштова, С. М. Субботіна
- провулки — Молодіжний, Поштовий, С. М. Субботіна